# Šarišské Dravce
Šarišské Dravce (maďarsky Daróc) jsou obec na Slovensku v okrese Sabinov. V obci žije přibližně 1 200 obyvatel. První písemná zmínka o obci pochází z roku 1295. V obci stojí gotický kostel svaté Kateřiny Alexandrijské a renesanční zámeček.